# Pelophryne macrotis
Pelophryne macrotis är en groddjursart som först beskrevs av George Albert Boulenger 1895.  Pelophryne macrotis ingår i släktet Pelophryne och familjen paddor. IUCN kategoriserar arten globalt som otillräckligt studerad. Inga underarter finns listade i Catalogue of Life.